# Извору Мурешулуј (Харгита)
Извору Мурешулуј (рум. Izvoru Mureșului) насеље је у Румунији у округу Харгита у општини Вошлабени. Oпштина се налази на надморској висини од 830 m.

## Становништво
Према подацима из 2002. године у насељу је живело 801 становника.

### Попис2002.
| Расподела становништва по националности 2002.‍ | Расподела становништва по националности 2002.‍ | Расподела становништва по националности 2002.‍ | Расподела становништва по националности 2002.‍ | Расподела становништва по националности 2002.‍ |
| --------------------------------------------- | --------------------------------------------- | --------------------------------------------- | --------------------------------------------- | --------------------------------------------- |
|                                               |                                               |                                               |                                               |                                               |
| Румуни                                        | Румуни                                        |                                               | 331                                           | 41,3%                                         |
| Мађари                                        | Мађари                                        |                                               | 470                                           | 58,7%                                         |